# Gopinath Kaviraj
Gopinath Kaviraj  a fost un filosof indian din provincia Bengal.